# Futani
Futani je italská obec v provincii Salerno v oblasti Kampánie.
V roce 2010 zde žilo 1 296 obyvatel.

## Sousední obce
Ceraso, Cuccaro Vetere, Montano Antilia, Novi Velia, San Mauro la Bruca